# کلارنس سیدورف
کلارنس کلاید سیدورف (هلندی: Clarence Clyde Seedorf؛ زاده ۱ آوریل ۱۹۷۶) بازیکن پیشین فوتبال و سرمربی فوتبال اهل سورینام با تابعیت هلندی است که هم اکنون به عنوان مدیر ورزشی در باشگاه استقلال و همچنین به عنوان عضو هیئت ناظر در فدراسیون فوتبال هلند فعالیت دارد.
وی که به عنوان یکی از بهترین هافبک‌های نسل خودش شناخته می‌شود، توسط پله در فهرست فیفا ۱۰۰ قرار گرفت.

## اوایل زندگی
کلارنس سیدورف در ۱ آوریل ۱۹۷۶ در پاراماریبو در سورینام زاده شد. او در ۲ سالگی به همراه خانواده خود به آلمیره در استان فلیوولاند هلند مهاجرت کرد. او از یک خانوادهٔ کاملاً فوتبالی است. برادران او چدریک، رملی و یورگن، پسر عمویش استفانو و برادر زنش رجیلیو همگی بازیکنان فوتبال حرفه‌ای هستند و همچنین پدرش یوهان مدیر برنامهٔ بازیکنان است. کلارنس فوتبالش را از ۶ سالگی در تیم‌های آماتور محلی شروع کرد کمی بعد گروه استعدادیابی به نام Urgent Scoutingteam که توسط یوهان کرایف بنا شده و در خدمت آژاکس آمستردام بودند او را کشف کردند. این گروه بازیکنانی دیگر از جمله فرانک و رونالد دی بوئر، ادگار داویدس، راب ویچخه و پاتریک کلایورت را نیز یافته بودند.

## زندگی شخصی
سیدورف می‌تواند به ۶ زبان هلندی، انگلیسی، ایتالیایی، پرتغالی، اسپانیایی و اسرانان صحبت کند. او بیشتر به عنوان شخصیتی معنوی، باهوش و خوش‌بیان در فوتبال شناخته می‌شد.

### تحصیل
سیدورف در مصاحبه‌ای در سال ۲۰۱۱ اعلام کرد که در حال تحصیل برای دریافت مدرک کارشناسی ارشد در رشته مدیریت بازرگانی در دانشگاه بوکونی میلان است. به همین دلیل، در دوران بازی در میلان لقب «il professore» به معنی «پروفسور» را دریافت کرد.

### زندگی عاطفی
سیدورف با یک زن برزیلی به نام لوویانا سیدورف ازدواج کرد و با او رستورانی به نام "Finger's" در میلان را راه‌اندازی نمود. آن‌ها دارای چهار فرزند بودند. پس از جدایی از همسرش، او با سپیده مکرمتی، زن ایرانی-کانادایی وارد رابطه شد. سیدورف در مراسمی در مارس ۲۰۲۲ در دبی به دین اسلام گرویید.
سپیده مکرمتی (با نام دیگر سوفیا) در تورنتو کانادا از خانواده‌ای ایرانی زاده شده است. او مدل و سفیر برندهای بین‌المللی جواهرات به‌ویژه برند اسکاویا است و برای مدتی طولانی در دوبی زندگی کرده است. سوفیا مکرمتی همچنین در رویدادهای خیریه زیادی در ایران حضور داشته است.

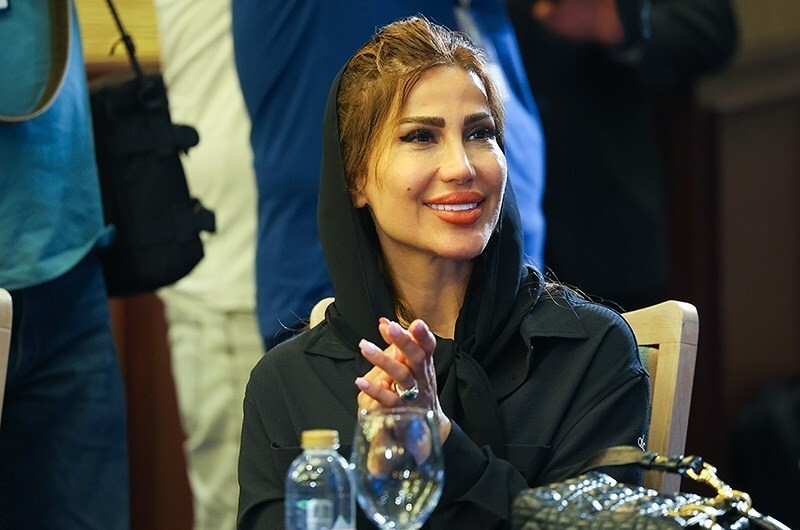
سپیده مکرمتی، همسر ایرانی کلارنس سیدروف در مراسم معارفه سیدروف به عنوان مشاور ورزشی باشگاه استقلال

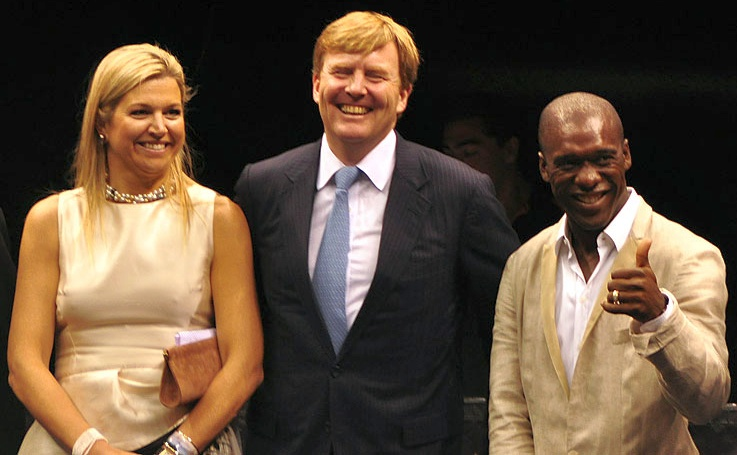
سیدورف با پادشاه ویلم-الکساندر و ملکه ماکسیمای هلند.

### فعالیت رسانه‌ای
کلارنس سیدورف در سال‌های اخیر در حوزه رسانه نیز فعالیت‌هایی داشته است. او در سال ۲۰۰۹ در روزنامه نیویورک تایمز ستونی با عنوان «پاسخ‌های سیدورف» را اداره می‌کرد که در آن ماهی یک‌بار به سؤالات مردم درباره فوتبال پاسخ می‌داد. او در جام جهانی فوتبال ۲۰۱۰ در آفریقای جنوبی به تیم بی‌بی‌سی پیوست و به‌عنوان کارشناس تلویزیونی فعالیت کرد. همچنین مجموعه‌ای از برنامه‌های ویژه برای پوشش بی‌بی‌سی از جمله گزارشی درباره جزیره روبن ارائه داد. سیدورف در پوشش زنده برنامه برای مسابقات یورو ۲۰۱۲ نیز با بی‌بی‌سی همکاری داشت و در طول فصل لیگ فوتبال انگلیس نیز چندین بار در برنامه حضور یافت.

### سورینام
به دلیل ارتباط عمیق سیدورف با کشور سورینام، زادگاهش، او در پروژه‌های متعدد توسعه اجتماعی در این کشور مشارکت دارد. او استادیوم شخصی خود با نام ورزشگاه کلارنس سیدورف را در ناحیه پارا در سورینام ساخته است. در این ورزشگاه، لیگ جوانان پارا برگزار می‌شود و دو تیم به طور منظم در آن بازی می‌کنند.

### فعالیت‌های خیریه
سیدورف از طریق بنیاد خیریه خود با نام Champions for Children از پروژه‌های عام‌المنفعه در سورینام حمایت می‌کند. به پاس این خدمات، دولت سورینام او را به عنوان فرمانده نشان عالی ستاره زرد مفتخر کرد و در سال ۲۰۱۱ نیز از سوی دولت هلند، نشان شوالیه نشان اورنج-ناسائو به او اعطا شد.
سیدورف در سال‌های ۲۰۱۲ و ۲۰۱۴ در رقابت خیریه Soccer Aid شرکت کرد. این مسابقه در ورزشگاه الد ترافورد با حضور بازیکنان حرفه‌ای سابق و چهره‌های مشهور برگزار می‌شود. او برای تیم «باقی‌مانده جهان» (The Rest of the World) در برابر تیم انگلستان بازی کرد. سیدورف در سال ۲۰۱۴ موفق به ثبت هت‌تریک شد و تیم باقی‌مانده جهان با نتیجه ۴–۲ پیروز شد. در مجموع بیش از ۴ میلیون پوند برای امور خیریه جمع‌آوری شد.

## دوران باشگاهی

### آژاکس
سیدورف که از دستاوردهای آکادمی آژاکس بود فوتبال خود را در اوایل ۱۹۹۰ (میلادی) در آژاکس و به عنوان هافبک راست آغاز کرد. او نخستین بازی حرفه‌ای خود را در ۲۹ نوامبر ۱۹۹۲ برابر خرونینگن و در حالی که تنها ۱۶ سال و ۲۴۲ روز سن داشت انجام داد، که این امر او را جوانترین بازیکن تاریخ آژاکس کرد. او در فصل ۱۹۹۳-۱۹۹۴ که دومین فصل حضور وی در آژاکس بود، خودش را به سرعت در ترکیب اصلی آژاکس زیر نظر لوئی فان خال تثبیت کرد و به این باشگاه کمک کرد که بتواند برنده سه‌گانهٔ داخلی که شامل اردویسه، جام حذفی فوتبال هلند و سوپر جام فوتبال هلند بود، شود. در فصل بعد او به آژاکس کمک کرد تا قهرمان پیاپی اردویسه و سوپر جام در کنار به دست آوردن چهارمین قهرمانی در جام باشگاه‌های اروپا پس از شکست دادن میلان در فینال شود. گل دیر هنگام پاتریک کلایورت در فینال مایه پیروزی آژاکس برابر غول ایتالیا شد. در آژاکس او عضو گروه د کابل به همراه ادگار داویدس پاتریک کلایورت و سپس وینستون بوگارد و مایکل ریزیگر بود. این دوستی‌ها در جام ملت‌های اروپا ۱۹۹۶ نیز ادامه یافتند.

### سمپدوریا
پس از موفقیت‌های اروپایی، سیدورف قرارداد خود را با آژاکس تمدید نکرد و با قراردادی یک ساله به سمپدوریا در سری آ ایتالیا پیوست. او در حالی که از کسب جام با باشگاه جدید خود نافرجام بود، ۳۴ بار به میدان رفت و توانست ۳ گل بزند و به تیم خود در کسب رتبهٔ هشتم کمک کند. با این حال او توانست اعتبار خود را به مانند گذشته در آژاکس حفظ کند و در پایان فصل به رئال مادرید در لا لیگا اسپانیا انتقال یابد.

### رئال مادرید
سیدورف در سال ۱۹۹۶ به رئال مادرید پیوست. جاییکه او در ۳ فصل نخست حضور خود تقریباً همیشه یکی از بازیکنان اصلی سفیدپوشان بود. در نخستین فصل، او به مادرید کمک کرد تا بتواند بار دیگر عنوان قهرمانی لالیگا را کسب کنند. در حالی که در دومین فصل (۱۹۹۷–۱۹۹۸) او نقش عمده‌ای در قهرمانی لیگ قهرمانان اروپا که با شکست ۱–۰ یوونتوس در فینال به دست آمد ایفا کرد که این عنوان دومین عنوان قهرمانی لیگ سیدورف هم بود.

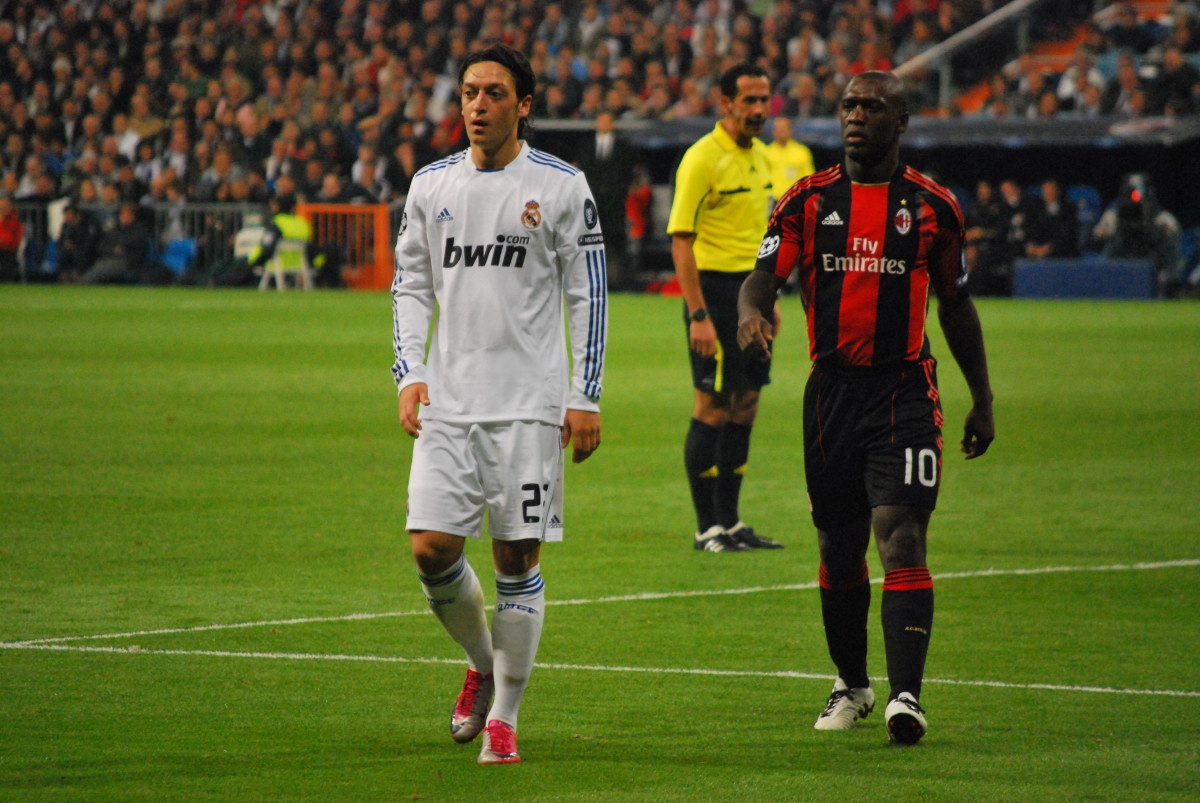
سیدورف در حال بازی برابر باشگاه پیشین خود رئال مادرید. در سمت چپ مسعوت اوزیل قرار دارد.

در زمان بازی در رئال مادرید در سال ۱۹۹۷ سیدورف یک گل از راه دور خارق‌العاده برابر اتلتیکو مادرید زد. در پایان فصل ۱۹۹۷–۱۹۹۸ رئال مادرید و یوونتوس قصد تعویض سیدورف و زین‌الدین زیدان را داشتند. اما معامله سر نگرفت و هافبک فرانسوی پس از دو سال صبر به رئال مادرید پیوست.
از آغاز تابستان ۱۹۹۹ و به خدمت گرفتن گاس هیدینک به عنوان سرمربی، نقش سیدورف در رئال مادرید کمرنگ شد. او سر انجام در فصل ۱۹۹۹– ۲۰۰۰ به ایتالیا، اینبار با مبلغ این قرارداد ۴۵ میلیارد لیر ایتالیا (حدود ۲۳ میلیون یورو) به اینتر میلان بازگشت.

### اینتر میلان
در ۲۴ دسامبر ۱۹۹۹ سیدورف با مبلغ ۲۳/۳۵ میلیون دلار به اینتر پیوست. با وجود کمک به تیمش برای رسیدن به فینال کوپا ایتالیا، باخت در ۲–۱ مجموع رفت و برگشت برابر لاتزیو باعث شد نتواند هیچ عنوان قهرمانی را برای اینتر به ارمغان بیاورد. با این وجود او به دلیل دو سوپر گلی که در ۹ مارس ۲۰۰۲ در تساوی ۲–۲ برابر یوونتوس به ثمر رساند همیشه در اذهان هواداران اینتر قرار خواهد داشت.

### میلان

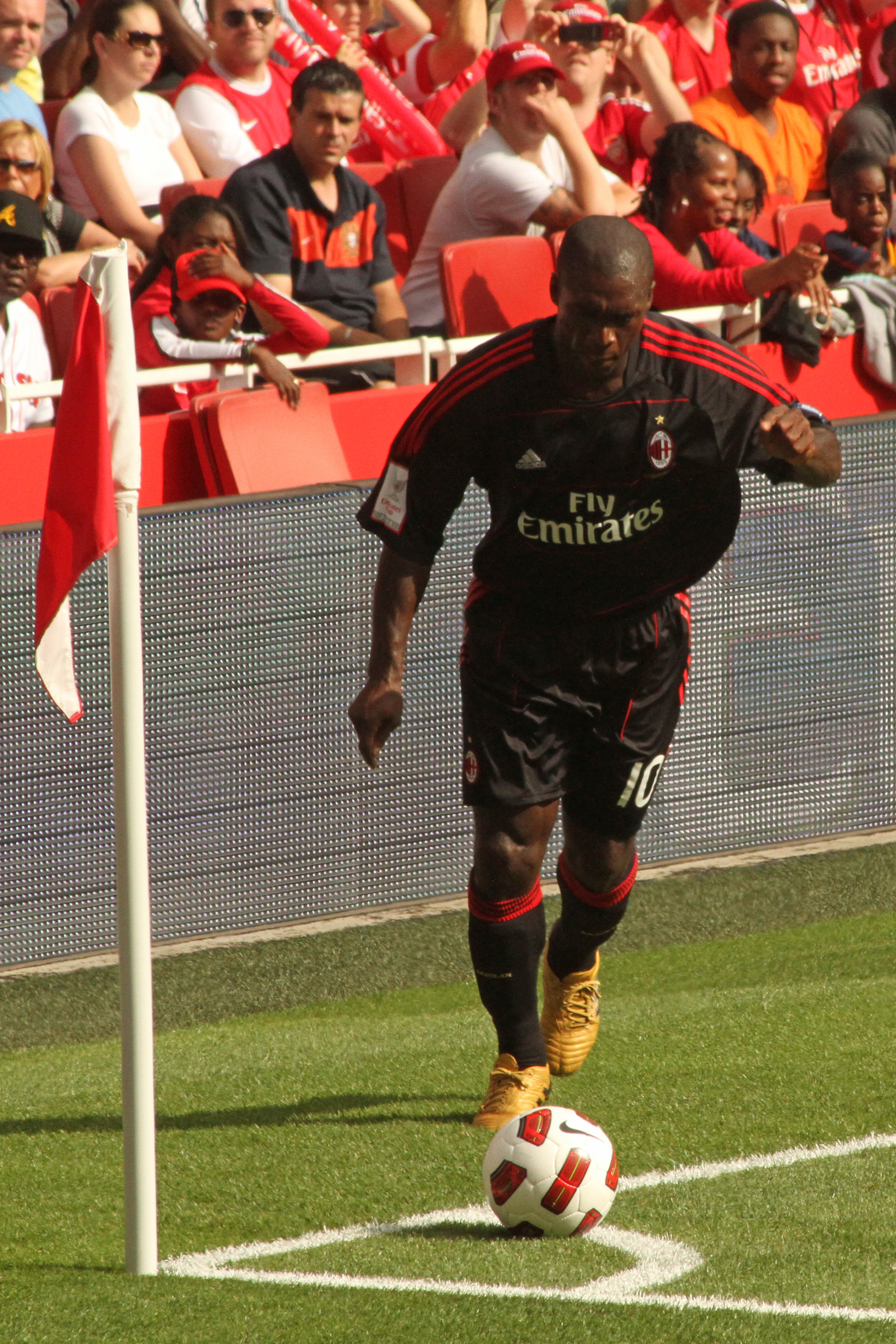
سیدورف با میلان برابر آرسنال.

سیدورف پس از سپری کردن دو سال با اینتر، در سال ۲۰۰۲ در ازای فرانچسکو کوکو از اینتر به میلان، رقیب همشهری اینتر پیوست. او در سال ۲۰۰۳ به همراه میلان قهرمانی کوپا ایتالیا را کسب کرد. عنوانی که میلان پس از ۲۶ سال دوباره به دست آورد. در همین فصل سیدورف توانست سومین مدال لیگ قهرمانان اروپا را به گردن بیندازد تا نخستین بازیکنی باشد که توانسته با سه تیم مختلف این عنوان را کسب کند. در این فینال تمام ایتالیایی بین میلان و یوونتوس، پس از تساوی ۰–۰ در ۱۲۰ دقیقه، در حالی که سیدورف نتوانست پنالتی خودش را به گل تبدیل کند، میلان توانست در ضربات پنالتی یوونتوس را شکت دهد. در ادامه در فصل ۲۰۰۳–۲۰۰۴ سیدورف نقش مهمی را در قهرمانی میلان در سری آ داشت. این عنوان همچنین چهارمین عنوان سیدورف در لیگ‌های باشگاهی پس از دو قهرمانی با آژاکس و یک قهرمانی با رئال مادرید بود.
سیدورف همچنین نقش مهمی در رسیدن میلان به فینال لیگ قهرمانان اروپا در سال ۲۰۰۵ ایفا کرد. در حالی که تک گل نخستین بازی مرحلهٔ گروهی برابر شاختار دونتسک را در ۱۴ سپتامبر ۲۰۰۴ به ثمر رساند و ۱۳ بار در این رقابت‌ها به میدان رفت. او در فینال که در برابر لیورپول انجام می‌شد از ابتدا در ترکیب بود، در این بازی میلان پیروزی ۳–۰ را از دست داد تا پس از تساوی ۳–۳ در ضربات پنالتی مغلوب حریف انگلیسی شود. سیدورف در بین پنالتی زنان میلان نبود. میلان همچنین در این فصل پس از یوونتوس در ردهٔ دوم سری آ قرار گرفت. در حالی که بعدها این عنوان از یوونتوس به دلیل تبانی پس گرفته شد.
رسوایی تبانی در فوتبال ایتالیا باعث تضعیف سری آ و میلان شد. ولی میلانی‌ها اجازه یافتند تا بازی‌های خود در اروپا را ادامه دهند که این امر باعث شد بهترین بازیکنانشان در این تیم بمانند. زوج کاکا و سیدورف زوجی حیرت‌انگیز شد. این دو توانستند با تأثیرگذاری بر چندین گل برابر بایرن مونیخ و منچستر یونایتد راه میلان را برای رسیدن دوباره به فینال لیگ قهرمانان هموار کند. در فینال میلان باز هم در برابر لیورپول قرار گرفت. این بازی که در آتن برگزار شد میلان توانست ۲–۱ حریف را شکست دهد. این چهارمین عنوان قهرمانی لیگ قهرمانان اروپا سیدورف بود. در همین سال سیدورف یکی از بازیکنان میلانی بود که توانست عنوان قهرمانی جام باشگاه‌های جهان را کسب کند که این امر او را نخستین بازیکن اروپایی کرد که توانسته با ۳ باشگاه مختلف اروپایی این عنوان را کسب کند (با آژاکس در سال ۱۹۹۵ و رئال مادرید در سال ۱۹۹۸). او در پایان توانست عنوان توپ نقره‌ای مسابقات را از آن خود کند.

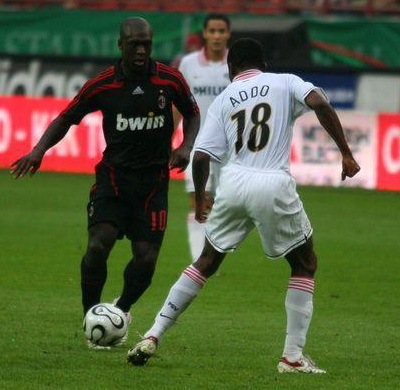
کلارنس سیدورف در حال بازی برای میلان برابر اریک ادو از پی‌اس‌وی در بازی دوستانه.

در پایان فصل ۲۰۰۶–۲۰۰۷ سیدورف توانست عنوان بهترین هافبک لیگ قهرمانان اروپا را کسب کند. او صدمین بازی خود در لیگ قهرمانان اروپا را در ۴ دسامبر و در برابر سلتیک انجام داد.
در میلان سیدورف به همراه جنارو گتوزو و آندره‌آ پیرلو مثلث وحشتناکی را از فصل ۲۰۰۲–۲۰۰۳ در خط هافبک میلان ایجاد کردند. این سه هافبک تا پیش از فصل ۲۰۱۱–۲۰۱۲ در ترکیب میلان بازی می‌کردند (پیرلو میلان را در تابستان ۲۰۱۱ ترک کرد). اگرچه از فرم ایده‌آل خود خارج شده بودند. تحت هدایت کارلو آنچلوتی وظیفهٔ آن‌ها حمایت از یک هافبک هجومی بود که این هافبک یکی از بین روی کاستا، ریوالدو، کاکا یا رونالدینیو بود.
سیدورف در بازی برابر تیم پیشین خود، سمپدوریا به غیر ایتالیایی که بیشترین بازی را با پیراهن میلان دارد، تبدیل شد. در سیصد و نود و پنجمین بازی خود برای میلان، او رکورد تاریخی و برجستهٔ نیلس لیدهولم را شکست. همچنین در بازی سمپدوریا سیدورف با زدن گل به نهمین خارجی گلزن میلان با ۵۸ گل تبدیل شد. در ۲۹ مارس ۲۰۱۰ در تساوی ۱–۱ برابر لاتزیو، سیدورف مورد آزار شعارهای نژادپرستانه هواداران لاتزیو قرار گرفت. این امر موجب شد فدراسیون فوتبال ایتالیا ۱۵٬۰۰۰ یورو باشگاه اهل رم را جریمه کند. به همین دلیل بازیکنان ایتالیا علیه نژادپرستی اتحادیه تشکیل دادند.
در فصل ۲۰۱۱–۲۰۱۱ با نقش مؤثری که ایفا کرد، توانست برای بار دوم با میلان قهرمان اسکودتو شود. در آن فصل او توانست ۴ گل در ۳۶ بازی به ثمر برساند. در آغاز فصل ۲۰۱۱–۲۰۱۲ سیدورف مدالی دیگر را به کلکسیون افتخارات خود افزود. او پس از کامبک میلان در بازی سوپر جام ایتالیا برابر حریف سنتی خود اینتر قهرمان این جام شد. سیدورف در این بازی که با برد ۲–۱ میلان همراه بود، ۹۰ دقیقه بازی کرد. او گل برتری میلان در نخستین بازی فصل ۲۰۱۱–۲۰۱۲ سری آ برابر چزنا را در تاریخ ۲۴ سپتامبر به ثمر رساند تا میلان با نتیجهٔ ۱–۰ پیروز شود.
سیدورف رتبهٔ هفتم از ۲۰ بازیکن برتر لیگ قهرمانان را کسب کرد. فهرستی که در سال ۲۰۱۲ به مناسبت ۲۰ سالگی این رقابت‌ها در سال ۲۰۱۲ تهیه شد. این رتبه‌بندی توسط مجلهٔ چمپیونز که مجلهٔ رسمی یوفا است انجام شد. او در ۱۴ مه ۲۰۱۲ اعلام کرد که بازی برابر نووارا آخرین بازی او برای میلان خواهد بود. وی همچنین افزود که قصد دارد فوتبال را در باشگاهی دیگر ادامه دهد. در ۲۱ ژوئن سیدورف در کنفرانس خبری شرکت و اعلام کرد که قصد دارد میلان را ترک کند. او گفت: «من میلان را پس از ۱۰ سال شگفت‌انگیز ترک می‌کنم… من یک خانواده را ترک می‌کنم.» او میلان را پس از ۱۰ سال با برنده شدن ۲ اسکودتو، ۲ لیگ قهرمانان و یک کوپا ایتالیا ترک کرد. آدریانو گالیانی نائب رئیس میلان، پس از خروج سیدورف با بالاترین احترام دربارهٔ او گفت: «زمانی که میلان خوب بازی می‌کرد که معمولاً اتفاق می‌افتاد، سیدورف بازی شگفت‌انگیزی انجام می‌داد.»

### بوتافوگو
در ۳۰ ژوئن ۲۰۱۲ سیدورف با قراردادی دو ساله به باشگاه برزیلی بوتافوگو پیوست. این هافبک کهنه‌کار نخستین بازی خود را در ۲۲ ژوئیه برابر گرمیو انجام داد. در ۵ اوت، سیدورف نخستین گل خود را برای بوتافوگو برابر گویانیسه از طریق ضربه آزاد مستقیم به ثمر رساند. در روز ۵ سپتامبر، سیدورف دو گل و یک پاس گل را در برد ۳–۱ برابر کروزیرو به نام خودش ثبت کرد. در روز ۳ فوریه ۲۰۱۳ سیدورف با به ثمر رساندن ۳ گل برابر ماکائه، توانست برای نخستین بار در دوران فوتبالی‌اش هت‌تریک کند. پیش از آن بازی، در بازی برابر فلومیننزه، او توانست پاس گل برنده را به بولیوار بدهد.
در ۶ ژوئن سیدورف صدمین گل خود در لیگ را به ثمر رساند: ۱۱ گل با آژاکس، ۳ گل با سمپدوریا، ۱۵ گل با رئال مادرید، ۸ گل با اینتر، ۴۷ گل با میلان و ۱۶ گل با بوتافوگو.
در ۱۴ ژانویه ۲۰۱۴ او کفش‌های خود را برای همیشه آویخت. او اعلام کرد که می‌خواهد از بازی کردن فوتبال را به پایان برساند تا سرمربی‌گری میلان را پس از اخراج ماسیمیلیانو آلگری بر عهده بگیرد.

## دوران ملی
با توجه به قوانین ضد تابعیت مضاعف در سورینام، بازیکنانی که تابعیت هلند را دارند نمی‌توانند برای مستعمره سابق هلند به میدان بروند به همین دلیل سیدورف زمانی که در آژاکس بود برای تیم ملی فوتبال هلند بازی کرد. نخستین بازی او در در ۱۴ دسامبر ۱۹۹۴ زمانی که تنها ۱۸ سال داشت برابر لوکزامبورگ انجام گرفت. او با زدن گل در این بازی به تیم خود کمک کرد تا لوکزامبورگ را با نتیجه ۵–۰ در رقابت‌های مقدماتی یورو ۱۹۹۶ شکست دهد.
سیدورف در ترکیب هلند برای بازی در جام ملت‌های اروپا ۱۹۹۶ انتخاب شد و در آنجا با از دست دادن پنالتی حساس برابر فرانسه موجب حذف هلند شد. وی همچنین در جام جهانی فوتبال ۱۹۹۸، جام ملت‌های اروپا ۲۰۰۰ و جام ملت‌های اروپا ۲۰۰۴ نیز برای هلند بازی کرد که در هر سه رقابت در مرحله نیمه نهایی از گردانه رقابت‌ها حذف شد.
در ۱۲ نوامبر ۲۰۰۶ سیدورف برای نخستین بار از ژوئن ۲۰۰۴ برای جانشینی وسلی اسنایدر مصدوم به تیم ملی فراخوانده شد. او در تساوی ۱–۱ در برابر انگلستان بازی را آغاز کرد و ۹۰ دقیقه در ترکیب تیم هلند بازی کرد. سیدورف آخرین بازی‌های ملی خود از ۸۷ بازی برای هلند را در سال ۲۰۰۸ انجام داد. او در دور مقدماتی یورو ۲۰۰۸ برابر رومانی (۰–۰ در خانه) و اسلوونی (برد ۱–۰ در زمین حریف) به ترتیب ۴ و ۶ دقیقه بازی کرد. در مورد پست درست برای او در تیم ملی تردیدهایی وجود داشت. چرا که بازیکنان مورد علاقهٔ مارکو فان باستن، بازیکنانی جوان‌تر چون رافائل فن در فارت، وسلی اسنایدر و روبین فان پرسی بودند. در ۱۳ می ۲۰۰۸ سیدورف اعلام کرد که به دلیل برخی مشکلات با فان باستن در جام ملت‌های اروپا ۲۰۰۸ شرکت نخواهد کرد.

## همکاری با استقلال
در اردیبهشت ۱۴۰۴ باشگاه فوتبال استقلال اعلام کرد که قرار است کلارنس سیدورف را برای کمک به این باشگاه ورزشی به خدمت بگیرد. اما این خبر با تناقض همراه بود. زیرا مدیرعامل استقلال، اعلام کرد سیدورف به‌عنوان مدیر ورزشی همکاری می‌کند. اما بیانیه رسمی باشگاه مقام او را مشاور مدیرعامل عنوان کرد. همچنین وزارت ورزش و جوانان اعلام کرد که در جریان مذاکره باشگاه استقلال با سیدورف نیست.
با توجه به تعهدات کاری دیگر سیدورف پیشنهاد شده، همکاری با او در قالب مشاور آغاز شود. او باید در هر ماه حدود دو هفته در تهران باشد و در هنگام خروج از ایران به‌صورت آنلاین در عملکرد باشگاه مشارکت کند.

## افتخارات[۵۸]

### باشگاهی

#### آژاکس[۵۹]
- لیگ برتر فوتبال هلند (۲): ۱۹۹۳–۱۹۹۴، ۱۹۹۴–۱۹۹۵
- جام حذفی فوتبال هلند (۱): ۱۹۹۲–۱۹۹۳
- جام یوهان کرایف(۱): ۱۹۹۳
- لیگ قهرمانان اروپا(۱): ۱۹۹۴-۱۹۹۵[۶۰]

#### رئال مادرید[۵۹]
- لا لیگا (۱): ۹۷–۱۹۹۶
- سوپر جام فوتبال اسپانیا (۱): ۱۹۹۷
- لیگ قهرمانان اروپا (۱): ۹۸–۱۹۹۷[۶۰][۶۱]
- جام بین قاره‌ای (فوتبال) (۱): ۱۹۸۸

#### میلان[۵۹]
- سری آ (۲): ۲۰۰۳–۲۰۰۴، ۲۰۱۰–۲۰۱۱
- جام حذفی فوتبال ایتالیا (۱): ۲۰۰۲–۲۰۰۳
- لیگ قهرمانان اروپا (۲): ۲۰۰۲–۲۰۰۳، ۲۰۰۶–۲۰۰۷[۶۰]
- سوپرجام اروپا (۲): ۲۰۰۳، ۲۰۰۷
- جام باشگاه‌های فوتبال جهان (۱): ۲۰۰۷

#### بوفتاگو
- قهرمانی کاریوکا(۱):۲۰۱۳

### فردی
- استعداد سال فوتبال هلند: ۱۹۹۳، ۱۹۹۴[۶۲]
- تیم سال ESM: فصل ۱۹۹۶–۱۹۹۷[۶۳]
- تیم سال یوفا: ۲۰۰۲[۶۴]، ۲۰۰۷[۶۵]
- جایزه بهترین هافبک یوفا: فصل ۲۰۰۶–۲۰۰۷[۶۶]
- توپ نقره‌ای جام جهانی باشگاه‌های فیفا: ۲۰۰۷[۶۷]
- نامزد تیم منتخب سال FIFPro : ۲۰۰۷[۶۸]
- تیم قرن رئال مادرید: ۲۰۰۸[۶۹]
- توپ نقره‌ای (Bola de Prata): ۲۰۱۳[۷۰]
- شوالیه نشان اورنج-ناسائو (هلند)[۷۱]
- فرمانده نشان افتخاری ستاره زرد (سورینام)[۷۲]
- قهرمان میراث نلسون ماندلا[۷۳]
- فیفا ۱۰۰[۷۴]
- تالار مشاهیر باشگاه آ.ث. میلان[۷۵]
- جایزه "پای طلایی – اسطوره‌ها": ۲۰۱۸[۷۶]